# Klimaangst
Klimaangst (englisch: climate anxiety), Klimatrauer (climate grief) und Umweltdisstress (eco-distress) beschreiben das Phänomen, aufgrund akuter oder voraussichtlicher Klimafolgen psychische und psychosomatische Belastungserscheinungen oder starke Emotionen zu erfahren, die das persönliche Leben zwischenzeitlich oder dauerhaft einschränken können. Versagt die Fähigkeit zur Sozialisation so gut wie vollständig, wird auch von eco-paralysis (in etwa: ‚Umweltlähmung‘) gesprochen. Im unmittelbar räumlichen Kontext wird das Phänomen auch als Solastalgie bezeichnet.

## Ursachen

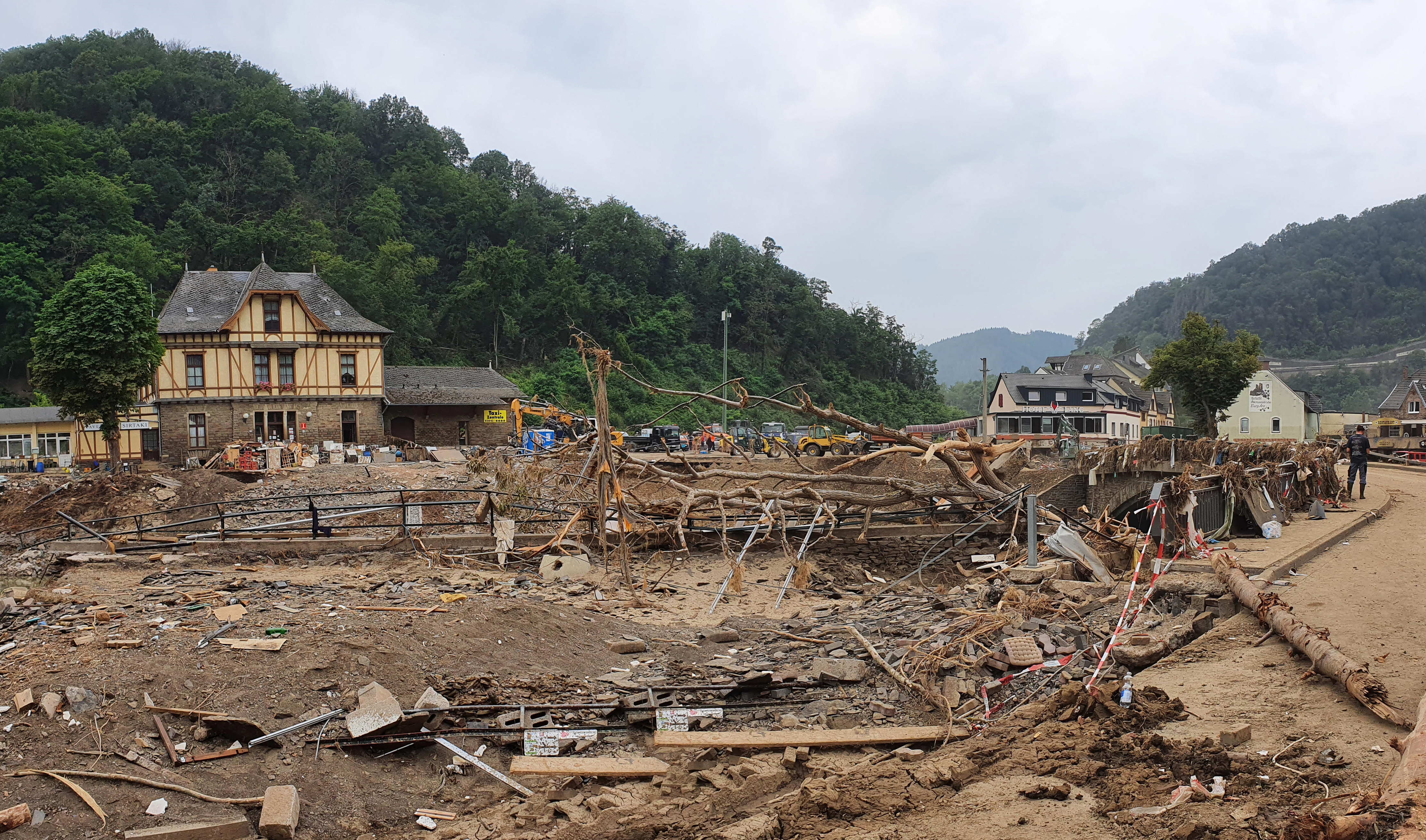
Die direkte Erfahrung durch die Klimaerwärmung verstärkter Katastrophen wie 2021 im Ahrtal kann Klimaangst verstärken, muss jedoch nicht der Fall sein.

Neben der direkten Betroffenheit durch akute Klimafolgen wie Naturkatastrophen und Versorgungsengpässe werden verschiedene Umstände wie „Verleugnung und Verdrängung, Starre aufgrund von Überforderung und Hilflosigkeit bis hin zu aufopferndem Aktivismus“ mit der Entwicklung einer Klimaangst in Verbindung gebracht. Zum einen kann die bloße Auseinandersetzung mit den prognostizierten Folgen der globalen Erwärmung verstören, weshalb die intensive Beschäftigung mit diesen, wie beispielsweise im beruflichen, politischen oder aktivistischen Kontext, die Ausbildung begünstigen kann. Zeitgleich begünstigt Verdrängung die Entwicklung entsprechender Symptome.
Auch die generelle Prädisposition gegenüber Depressionen und Angststörungen korreliert mit der Ausbildung von Klimaangst. Dagegen deuten erste Studien darauf hin, dass die eigene Elternschaft entgegen verbreiteter Erwartungen nicht zur erhöhter Sorge um die planetare Gesundheit und entsprechender Verhaltensänderungen führe.

## Symptome

### Direkte Betroffenheit
Die Exponierung gegenüber Luftverschmutzung kann Depressionen, eine Aufmerksamkeitsdefizit-/Hyperaktivitätsstörung (ADHS) und Schizophrenie auslösen.  Zudem ist in entsprechenden Szenarien ein Anstieg der Suizidalität zu beobachten. Im Falle von Hitzewellen lässt sich bevölkerungsweit ein Anstieg der Aggressivität und eine erhöhte Mortalität bei psychisch Erkrankten nachvollziehen. Dies ist insbesondere bei substanzbasierten Süchten und durch Erkrankung ausgelöste, psychische Störungen, bspw. Demenz, der Fall. Generell wird pro Grad Celsius Temperaturanstieg von einem um 0,9 Prozent erhöhten Risiko der psychischen Erkrankung ausgegangen.
Weitere mit Klimafolgen verbundenene Extremwetterereignisse und Naturkatastrophen können nachweislich mit der Verschlechterung bestehender Krankheiten durch unterbrochene Gesundheitsversorgung und Verluste von Eigentum oder sozialen Beziehungen, einem Anstieg der Prävalenz posttraumatischer Belastungsstörungen (PTBS), generalisierte Ängste und spezifische Phobien, affektive Störungen, sowie erhöhtem Alkohol- und Substanzgebrauch mit einer vielfach resultierenden Häufung häuslicher Gewalt in Verbindung gebracht werden.

### Indirekte Betroffenheit und Folgen
Bei indirekter Betroffenheit kann Klimaangst durch Zukunftsängste und Ungewissheit Hoffnungslosigkeit, Traurigkeit und Schuldgefühle, aber auch Besorgnis Ärger, Panik und Wut auslösen. Weitere Symptome umfassen Schlafmangel, Konzentrationsprobleme und eingeschränkte Leistungsfähigkeit am Arbeitsplatz.
Die Folgen klimabedingter Katastrophen wie Nahrungsmittelknappheit und Flucht können eine Verringerung des Vertrauens in Dritte, Fatigue, Gedächtnisschwäche und Depressionen, sowie die Entwicklung von ADHS zur Folge haben. Des Weiteren können Phobien, affektive Störungen, Identitätsverlust und Psychosen begünstigt werden.

## Häufigkeit
Bei einer 2021 weltweit in 10 Ländern durchgeführten Studie unter Jugendlichen und jungen Erwachsenen im Alter von 15 bis 25 Jahren gaben 45 Prozent der Befragten an, dass die Sorge um die Klimakrise und deren Folgen ihr tägliches Leben negativ beeinflusse. 55 Prozent gaben an, der Klimawandel löse in ihnen das Gefühl der Machtlosigkeit aus. Acht Prozent der US-Amerikanern äußern Interesse an Gesprächstherapie, um ihre Gefühle zur Klimakrise besser einordnen zu können.
Das Auftreten von Klimaangst tritt häufiger in liberaleren und wohlhabenderen Ländern sowie im Umfeld der Umweltbewegung auf, lässt sich jedoch weltweit beobachten. Junge Menschen seien „besonders gefährdet“. Eine nicht-repräsentative Befragung von 4500 Studierenden in Deutschland legt nahe, dass Klimaangst bei steigernder Nutzung verschiedener Informationskanäle zunimmt. Auch Klimaforscher beschreiben vermehrt Stresssymptome und psychische Erkrankungen.

## Begriffliche Unschärfe und Rezeption
Aufgrund der schweren Eingrenzbarkeit des Phänomens, sowohl bezüglich seiner Symptome als auch dem Grad der gerechtfertigten Gefühlsäußerungen, wird der Begriff wiederkehrend als „problematisch“ aufgefasst. Zudem sei fraglich, inwieweit extreme Gefühlsregungen angesichts einer realen Gefahrenlage als krankhaft eingestuft werden sollten und inwieweit nicht primär Bewältigungsstrategien entwickelt werden müssten.
Klimaangst und Klimatrauer sind laut ICD-10, ICD-11 und DSM-5 nicht als Krankheit klassifiziert. Mancherorts wird die Einstufung unter F40.22 (Natural environment type phobia) bzw. F40.228 (Other natural environment type phobia) erwogen. Auch die vorübergehende Klassifikation als Z64 (Person mit potentieller Gesundheitsgefährdung aufgrund sozioökonomischer und psychosozialer Umstände) wird in Betracht gezogen. Die American Psychological Association (APA) erwog 2017 die Beschreibung als „chronische Angst vor dem ökologischen Untergang“.
Zur standardisierten Beurteilung existieren mehrere Climate Change Anxiety Scales (CCAS) genannte Beurteilungsverfahren, die jedoch stark voneinander abweichen.

## Maßnahmen
Die University of Colorado Boulder empfiehlt Hochschulangehörigen, Klimaangst durch Fokussierung auf sinnstiftendes, nicht überforderndes Engagement zu begegnen. Dies könne eine Reihe von zivilgesellschaftlichen Initiativen, politischen und privatem Engagement umfassen. Der Überlastung könne durch gezielte Pausen vom Engagement und verbundenem Medienkonsum vorgebeugt werden. Ebenso könne die Vergewisserung der Existenz von Gleichgesinnten und das offene Gespräche über die Sorgen zur Linderung des Leidensdrucks beitragen. Auch Studien kommen zu dem Ergebnis, dass das eigene Engagement in sozialer Einbindung in Gruppen maßgeblich zur Vorbeugung von Belastungserscheinungen beiträgt. Dies gelte dagegen nicht für individuelle Bemühungen um Klima- und Umweltschutz.
In einer Stellungnahme sprach sich die Deutsche Gesellschaft für Psychiatrie und Psychotherapie, Psychosomatik und Nervenheilkunde (DGPPN) für mehr Aufmerksamkeit für das Themenfeld und mehr Prävention aus. Zudem müssten die eigentlichen Ursachen bekämpft und hierbei eine Vorbildfunktion eingenommen werden. Clover Hogan, Gründerin von Force of Nature, merkt an, dass Jugendliche mit Klimaangst „nicht das Problem“ seien, sondern dass Entscheidungsträger sie nicht hätten. Die NGO biete daher Engagementförderung für Betroffene und Selbsthilfekreise (Climate Café) an.
Die deutschsprachige Sektion der Psychologists for Future (Psy4F) bietet regelmäßig Workshops und Sprechstunden zum Umgang mit Klimaangst an. Eltern, Erzieher und Lehrkräfte können unter anderem präventiv in Kindererziehung und Pädagogik wirken, indem sie früh auf absehbare Verluste vorbereiteten, Raum für das Mitteilen von Emotionen ließen und Praktiken der „imperfekten Solidarität“ einübten, die Kooperation und Problembewusstsein in den jeweiligen Entwicklungsphasen und Lehrinhalten berücksichtigten.

### Monographien und Sammelbände
- Lea Dohm und Mareike Schulze: Klimagefühle. Droemer Knaur, München 2022, ISBN 978-3-426-28615-9.
- Megan Kennedy-Woodard und Patrick Kennedy-Williams: Turn the Tide on Climate Anxiety. Hachette, London 2022, ISBN 978-1-83997-067-2.
- Sarah Jaquette Ray: Field Guide to Climate Anxiety. University of California Press, Berkeley 2020, ISBN 978-0-520-34330-6.
- Paolo Raile und Bernd Rieken: Eco Anxiety – die Angst vor dem Klimawandel. Psychotherapiewissenschaftliche und ethnologische Zugänge. Reihe Psychotherapiewissenschaft in Forschung, Profession und Kultur, Band 32. Waxmann, Münster 2021, ISBN 978-3-8309-4372-3.
- Bernd Rieken, Reinhold Popp und Paolo Raile (Hrsg.): Eco-Anxiety – Zukunftsangst und Klimawandel. Interdisziplinäre Zugänge. Reihe Psychotherapiewissenschaft in Forschung, Profession und Kultur, Band 33. ISBN 978-3-8309-4402-7.

- Jade Sasser: Climate Anxiety and the Kid Question. University of California Press, Berkeley 2024, ISBN 978-0-520-39382-0.
- Douglas A. Vakoch und Sam Mickey (Hrsg.): Eco-Anxiety and Planetary Hope. Springer Nature, Cham 2022, ISBN 978-3-031-08430-0.

### Einzelbeiträge
- Caroline Hickman, Elizabeth Marks, Panu Pihkala, Susan Clayton, R Eric Lewandowski, Elouise E Mayall, Britt Wray, Catriona Mellor, Lise van Susteren: Climate anxiety in children and young people and their beliefs about government responses to climate change: a global survey. In: The Lancet Planetary Health. Band 5, Nr. 12, Dezember 2021, S. e863–e873, doi:10.1016/S2542-5196(21)00278-3 (elsevier.com [abgerufen am 11. Mai 2024]).
- Thomas Pienkowski, Aidan Keane, Hollie Booth, Eugene Kinyanda, Jessica C. Fisher, Emma Lawrance, Rachel Oh, E.J. Milner-Gulland: Nature’s contributions to social determinants of mental health and the role of conservation. In: One Earth. Band 7, Nr. 7, Juli 2024, S. 1213–1227, doi:10.1016/j.oneear.2024.05.004 (elsevier.com [abgerufen am 12. August 2024]).
- Annika Walinski, Julia Sander, Gabriel Gerlinger, Vera Clemens, Andreas Meyer-Lindenberg, Andreas Heinz: The effects of climate change on mental health. In: Deutsches Ärzteblatt international. 24. Februar 2023, ISSN 1866-0452, doi:10.3238/arztebl.m2022.0403, PMID 36647584, PMC 10154789 (freier Volltext) – (aerzteblatt.de [abgerufen am 11. Mai 2024]).